# آنتونیو ویتورینو
آنتونیو ویتورینو (انگلیسی: António Vitorino؛ زادهٔ ۱۲ ژانویهٔ ۱۹۵۷) وکیل اهل پرتغال و سیاست‌مدار حزب سوسیالیست است.

## حرفه

### نقش در سیاست ملی
ویتورینو در رشته حقوق دانشگاه لیسبون فارغ‌التحصیل شد. او وکیل است و برای اولین بار در انتخابات ۱۹۸۰ برای عضویت مجلس جمهوری (پرتغال) در پارلمان ملی این کشور انتخاب شد. در سال ۱۹۸۳ به‌عنوان وزیر امور خارجی در امور پارلمانی، یک نقش وزیر کوچک را در دولت ائتلاف بزرگ به رهبری نخست‌وزیر ماریو سوارز برعهده داشت. پس از شکست دولت در انتخابات ۱۹۸۵، ویتورینو معاون فرماندار ماکائو شد.
در سال ۱۹۸۹، ویتورینو به لیسبون بازگشت تا قاضی دادگاه قانون اساسی شود و در سال ۱۹۹۴ دوره او به پایان رسید.
در سال ۱۹۹۵، ویتورینو وزیر دفاع ملی شد و سمت معاون نخست‌وزیر در اولین دولت آنتونیو گوترش را به‌دست‌آورد. او در سال ۱۹۹۷ به‌دلیل مظنون شدن به فرار مالیاتی استعفا داد.

### عضو کمیسیون اروپا، ۲۰۰۴ – ۱۹۹۸
پس از تبرئه شدن از اتهامات، ویتورینو به‌عنوان کمیسر اروپا در امور دادگستری و امور داخلی منصوب شد، در کمیسیونی که به رهبری رئیس‌جمهور رومانو پرودی اداره می‌شد، وی به@عنوان نماینده کمیسیون اروپا در گفتگوهایی که منشور حقوق اساسی اتحادیه اروپا و کنوانسیون آینده اروپا را تنظیم کرد، شرکت کرد. در این کنوانسیون، او ریاست یک گروه تعامل در دیوان دادگستری اروپا را بر عهده داشت.
زمانی که گوترش در ژوئن ۲۰۰۴ از رقابت برای ریاست کمیسیون اروپا کناره‌گیری کرد، در عوض از ویتورینو از آن حمایت نمود. این پست در نهایت به ژوزه مانوئل باروزو رسید. خوزه سوکراتس به جای ویتورینو رهبر جدید حزب شد و در انتخابات عمومی سال ۲۰۰۵ اکثریت را به دست آورد.

### سازمان بین‌المللی مهاجرت، ۲۰۱۸ – تاکنون
در دسامبر ۲۰۱۷، دولت پرتغال تحت رهبری نخست‌وزیر آنتونیو کوستا، ویتورینو را برای پست مدیرکل سازمان بین‌المللی مهاجرت (IOM) به‌عنوان جانشین ویلیام لیسی سوینگ معرفی کرد. در ۲۹ ژوئن ۲۰۱۸ کشورهای عضو سازمان بین‌المللی مهاجرت، ویتورینو را به‌عنوان مدیرکل انتخاب کردند که از اکتبر ۲۰۱۸ اجرایی شد. او برتر از کن ایزاکس آمریکایی، که در دورهای اولیه رأی‌گیری حذف شد، و با تعامل با لورا تامپسون نفر دوم انتخابات از کاستاریکا انتخاب شد.
وی در پیامی روز ۱۸ دسامبر ۲۰۲۰ به مناسبت روز بین‌المللی مهاجران گفته است: «پاسخ جهانی به کووید۱۹ موقعیت منحصربه‌فردی را فراهم می‌نماید که پویایی انسانی را مجدداً از پایه تا اجرای تحقق دورنمای معاهده جهانی مهاجرت ایمن، نظام‌مند و متعارف به تصویر بکشیم و جوامعی موفق، سلامت و تاب آور ایجاد نماییم.»

## فعالیت‌های دیگر

### هیئت مدیره شرکت‌ها
- بانکو کاکسا گرال آنگولا (BCGA)، رئیس مجمع عمومی سهام‌داران[۱۳]
- آریاس پرتغال، رئیس هیئت مدیره
- زیمنس پرتغال، مدیر اجرایی
- بریسا، رئیس مجمع عمومی (از سال ۲۰۰۷)[۱۴]
- نوابیس، رئیس مجمع سهام‌داران[۱۵]
- تاباکیرا صنعتی، رئیس هیئت نظارت
- بانکو استاندارد توتا، رئیس مجمع سهام‌داران (۲۰۱۶–۲۰۰۵)، عضو هیئت مدیره[۱۶]
- (سی‌تی‌تی) شرکت پست پرتغالی است، عضو هیئت مدیره (تا سال ۲۰۱۶)[۱۷]

### سازمان‌های غیرانتفاعی
- قهرمانان بین‌المللی جنسیت (IGC)، عضو (از سال ۲۰۱۸)[۱۸]
- ابتکار بین‌المللی مهاجرت، رئیس هیئت مشورتی[۱۹]
- مجمع استراتژی اروپا، رئیس مشترک (به‌طور مشترک با پیتر لودلو و ولادیمیر دروبنجاک، از سال ۲۰۰۶)
- شورای اروپا در روابط خارجی (ECFR)، عضو گروه استراتژی کارت امتیازی سیاست خارجی
- پیمان جدید برای اروپا، عضو گروه مشورتی[۲۰]
- پروژه عدالت جهانی، رئیس مشترک افتخاری[۲۱]
- مؤسسه سیاست مهاجرت (MPI)، عضو شورای ام‌وی ترنس‌اتلانتیک مهاجرت (از سال ۲۰۰۷)[۲۲]
- اتحادیه وکلای پرتغال، عضو
- بنیاد جمهوری، عضو هیئت مدیره
- کمیسیون سه جانبه، عضو گروه اروپایی[۲۳]
- مرکز سیاست اروپا، رئیس هیئت حاکمه (۲۰۰۵–۲۰۰۹)، عضو شورای راهبردی
- بنیاد آرپاد سینس و ویرا داسیلوا، رئیس (۲۰۰۷–۲۰۱۰)[۲۴]

## به رسمیت شناختن
- ۲۰۰۲- نشان افتخار طلایی با ارسی برای خدمات به جمهوری اتریش

## زندگی شخصی
ویتورینو متأهل است و دو پسر دارد.